# Tronera
Una tronera és una obertura practicada a la paret d'una fortificació o al costat d'un vaixell, que permet de disparar canons o altres armes de foc i realitzar els trets a cobert del foc enemic.

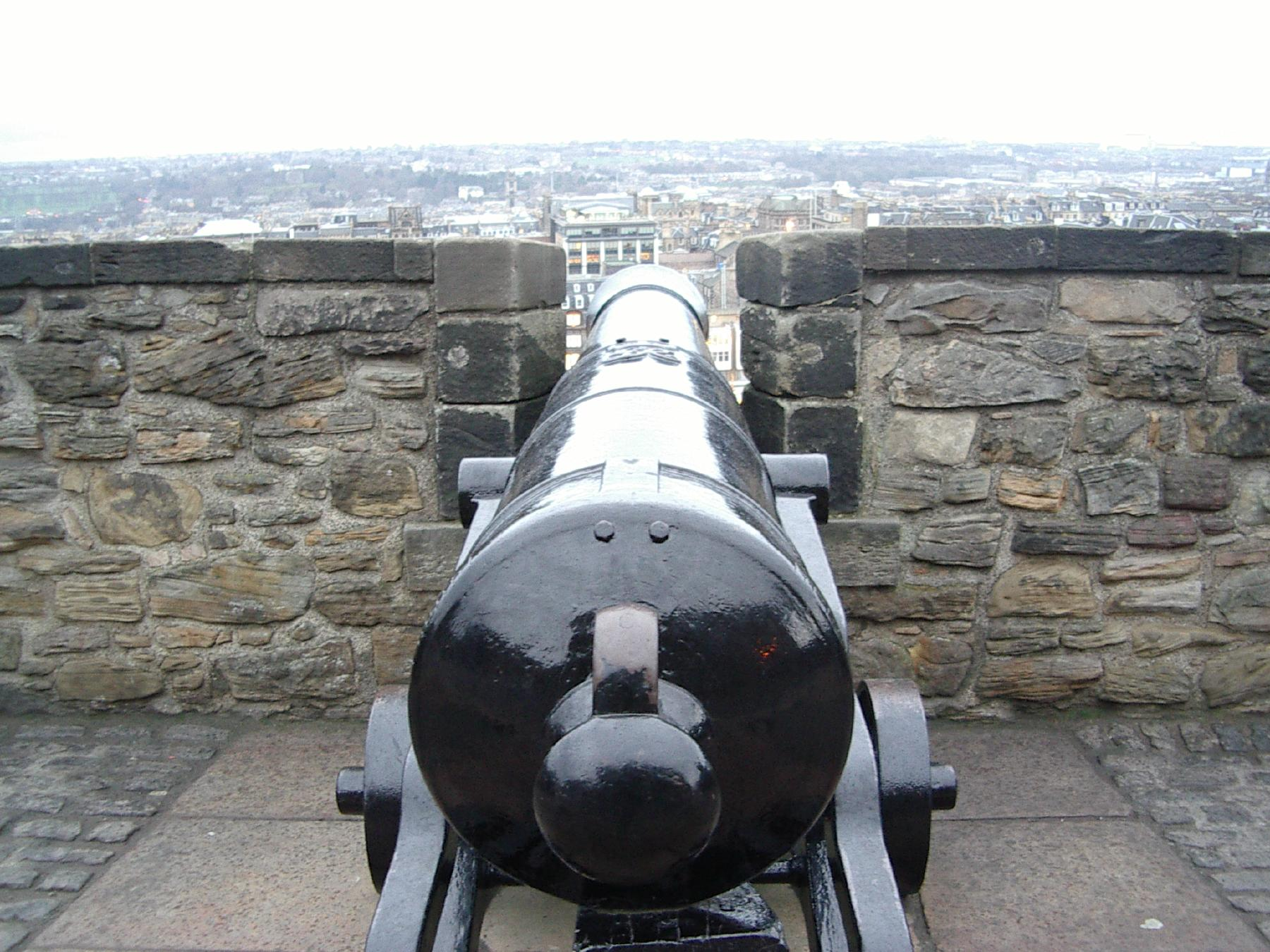
Canó situat en una tronera
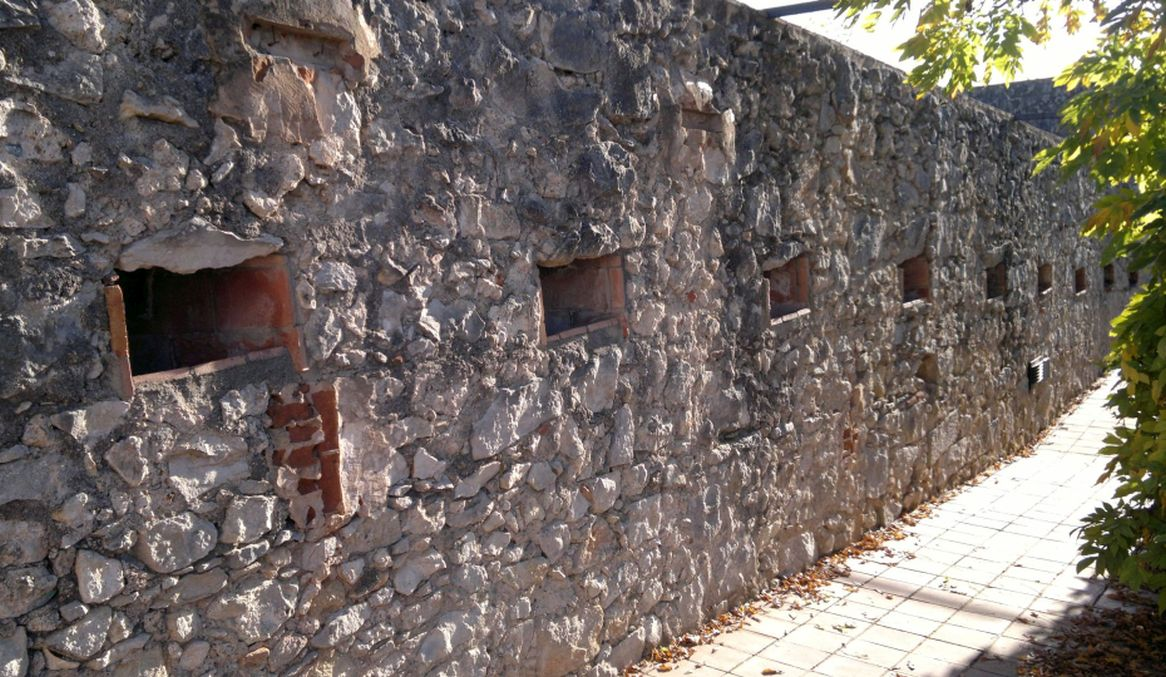
Troneres a les muralles de Girona